# Mombello Monferrato
Mombello Monferrato är en ort och kommun i provinsen Alessandria i regionen Piemonte i Italien. Kommunen hade 1 010 invånare (2018).